# 히지카타 마야
히지카타 마야(일본어: 土方 麻椰, 2004년 4월 13일 ~ )는 일본의 여자 축구 선수이다.

## 구단 경력
2021년 WE리그의 닛테레 도쿄 베르디 벨레자에 입단하였다.

## 국가대표팀 경력
그녀는 2022년 FIFA U-20 여자 월드컵에 참가할 일본 U-20 국가대표팀에 발탁되었으며, 5경기에 출전, 준우승에 기여했다.
2022년 아시안 게임에 참가할 일본 국가대표 B팀에 발탁되었으며, 5경기에 출전, 2득점을 기록했으며 일본이 우승을 달성하는데 크게 기여하였다.
2024년 FIFA U-20 여자 월드컵에도 출전했다. 7경기에 출전, 5득점을 기록했으며 준우승에 기여했다.